# Else Hansdatter Montagne
Else Hansdatter Montagne, född 1645, död i maj 1728, var en dansk-norsk redare och handelskvinna. Hon har kallats Else slavehandler för att hon i kompanjonskap med Jørgen Thormøhlen ska ha ägt ett skepp som deltagit i den danska slavhandeln. Hon utrustade det första dansk-norska slavskeppet Cordelia 1673, samma år som Danska Västindien bildades.

## Biografi
Else Hansdatter Montagne var äldsta barn till Bergens tidigare borgmästare Hans Hansen Schmidt (cirka 1610–1681), i 1676 adlad som Lillienskiold, och Margrethe Jonasdatter Mechlenburg (cirka 1620–1654). Hon gifte sig med tullaren Peder Pedersen Montagne (död 1672), med vilken hon fick tre barn. Efter Pedersen Montagnes död gifte hon om sig 1674 med Volchart Volchartsen Riisbrich (död cirka 1714), med vilken hon fick fyra barn.
Efter sin första makes död 1672 kunde hon som änka ägna sig åt internationell handel under eget namn. I litteraturen nämns Jørgen Thormøhlen som delägare i slavskeppet Cordelia, som gick till Afrikas slavkust 1673 och sedan förde 103 slavar till den då dansk-norska ön Sankt Thomas i Danska Västindien. Skeppets redare var Else Hansdatter Montagne; hennes far hade troligen också intressen i fartyget.
En permanent koloni hade uppstått på Sankt Thomas den 25 maj 1672, när fartyget Færø lade till under befäl av kapten Zacharias Hansen Bang (född i Bergen 1633). Kort efter avresan från Danmark hade fartyget sprungit läck på Nordsjön och var därefter tvunget att segla till Bergen för reparation. Förseningen resulterade i att Færø inte nådde sitt stödfartyg Den forgyldte Krone, som återvände till Köpenhamn nådde endast 104 Sankt Thomas. Nio rymde under sin vistelse i Bergen, medan 77 dog till sjöss. Under det första året på Sankt Thomas dog 75, så 1673 återstod endast 29 överlevande i kolonin under guvernör Jørgen Iversen Dyppel.
Detta gav förmodligen Else Montagne idén att ansöka hos kungen om tillstånd att få använda Cordelia i slavtrafik i Afrika och Västindien. Skeppet fraktade sedan 103 slavar från dagens Ghana till Sankt Thomas. Efter slavskeppets första resa sålde hon det till Jørgen Thormøhlen, som använde det som handelsskepp sedan han nekats att utföra ytterligare en slavresa.